# Cratichneumon ashmeadi
Cratichneumon ashmeadi är en stekelart som först beskrevs av Schulz 1906.  Cratichneumon ashmeadi ingår i släktet Cratichneumon och familjen brokparasitsteklar. Inga underarter finns listade i Catalogue of Life.